# 透明传输
透明传输（英語：Pass-through）简称透传，指的是在通訊中不管传输的业务内容如何，只负责将传输的内容由源地址传输到目的地址，而不对业务数据內容做任何改变。